# Elettra (D'Annunzio)
Elettra è un libro di Gabriele D'Annunzio pubblicato nel 1903 e costituisce il secondo libro della raccolta delle Laudi.

## Contenuto

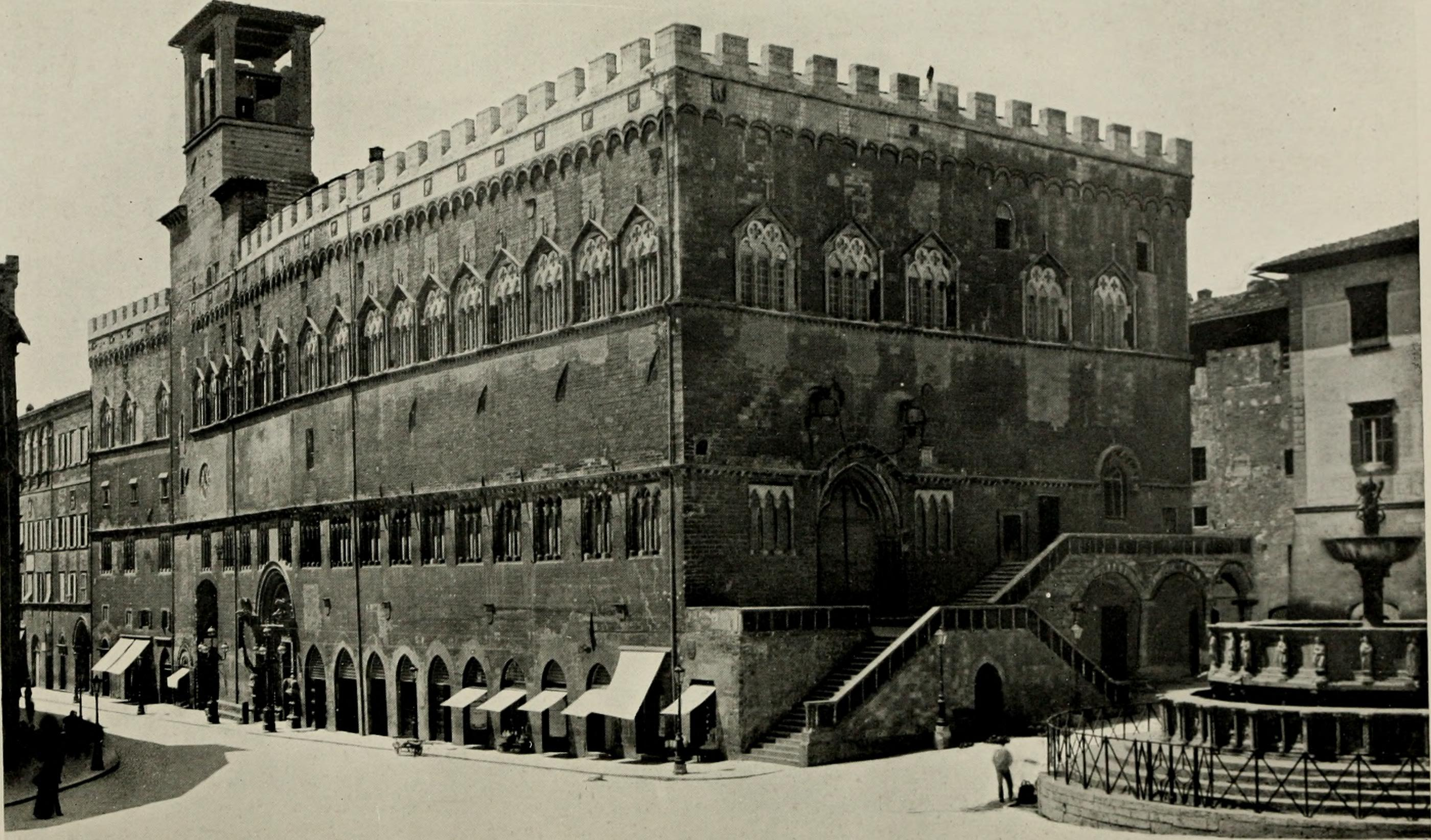
Piazza della Fontana di Perugia (1904)

Raccoglie poesie celebrative già apparse in precedenza. 
Anche qui vi è un polo positivo, rappresentato da un passato e da un futuro di gloria e di bellezza, che si contrappongono a un polo negativo, un presente da riscattare
Nelle poesie della raccolta esplode l'ideologia nazionalistica e bellicista, e la serie "Le città del silenzio", dedicata ai centri storici italiani che furono un tempo splendide sedi di civiltà raffinata:
- Ferrara
- Pisa
- Ravenna
- Rimini
- Urbino
- Padova
- Lucca
- Pistoia
- Prato
- Perugia
- Assisi
- Spoleto
- Gubbio
- Spello
- Montefalco
- Narni
- Todi
- Orvieto
- Arezzo
- Cortona
- Bergamo
- Carrara
- Volterra
- Vicenza
- Brescia
- (di nuovo Ravenna)

## Analisi
L'aura che avvolge i componimenti è la presentazione della metamorfosi dell'Eroe dannunziano, non più un "Ulisside", ma una entità che ha pieno possesso della fusione esteta-superuomo, e che quindi ora è votato a nuove imprese di conquista e propaganda. Tali fenomeni, ancora coronati dal panismo e dalla fusione con la natura, anticiperanno la nuova visione futurista del poeta durante la Grande Guerra. La figura dell'Eroe è tracciata con elementi del romanticismo: un uomo enorme, superbo e solitario che ama i grandi spazi, pronto a risollevare le sorti dell'Italia con la cultura e soprattutto l'azione. Ciò si rispecchia nelle poesie Alle montagne, A Dante e al Re Giovine (Vittorio Emanuele III). Oltre ai componimenti politici, come questi, vi è anche la sezione delle poesie civili, come Per i marinai d'Italia morti in Cina - La notte di Caprera - A Roma. Particolare è il doppio ritratto dannunziano di Giuseppe Garibaldi: un uomo d'azione calcolatore e grande stratega, ma anche umile e mite nelle mura domestiche, chiaro riferimento di propaganda del buon cristiano, successivamente ripreso in era fascista. I canti civili bellici sono una "estetizzazione della storia", immagine italiana della dimensione ideale da rendere eterna con la poesia, e da prendere a modello per il futuro.
La seconda parte delle "Città del Silenzio" è un iter meditativo dell'Eroe dannunziano, nell'attesa di ricarica per andare alla conquista. Lo stile, prima pragmatico, chiaro e scorrevole, nella seconda parte è più riflessivo e pacato, rappresentato dalla forma chiusa e schematica del sonetto. Lo sperimentalismo di questa seconda sezione consiste in un progetto di abbandono del tipico stile ampolloso, per sperimentare uno nuovo che ha per protagonista il ricordo meditabondo, usando la tecnica di uno stile liturgico sacrale, in contrapposizione all'enfasi oratoria politica.